# ガレット郡 (メリーランド州)
座標: 北緯39度17分 西経79度22分 / 北緯39.283度 西経79.367度
ガレット郡（英: Garrett County）は、アメリカ合衆国メリーランド州の西端に位置する郡である。2010年国勢調査での人口は30,097人であり、2000年の29,846人から0.8%増加した。郡庁所在地はオークランド町（人口1,925人）であり、同郡で人口最大の町はマウンテンレイクパーク町（人口2,092人）である。
ガレット郡は1872年にアリゲイニー郡から分離して設立され、州内では最新の郡となっている。郡名は事業家のジョン・ワーク・ガレット（1820年-1884年）に因んで名付けられた。昔からピッツバーグメディア市場に入っている。
ガレット郡の北側はペンシルベニア州に接している。メリーランド州とペンシルベニア州の州境は、1765年4月と1767年10月に、天文学者チャールズ・メイソンと測量師ジェレマイア・ディクソンによって測量・境界標識設置がおこなわれたメイソン＝ディクソン線と呼ばる線となっている。郡東側、アリゲイニー郡との境界は、1898年11月9日に州知事ロイド・ラウンズ・ジュニアに提出されたバウアー・レポートで定義された。ポトマック川とウェストバージニア州が南と西に位置している。
ガレット郡はアレゲーニー山脈に位置している。ここがアパラチア山脈の西側側面になっている。バックボーン山の頂上ホイ・クレストが州内最高地点である。大陸東分水界がバックボーン山の一部に走っている。郡西部はユーギオゲニー川が流れており、州内では唯一ミシシッピ川に流れる川である。他の部分はチェサピーク湾に流れている。郡内には公園、湖、公有の森林地合わせて76,000エーカー (310 km2) 以上がある。郡内の歴史的な場所20か所がアメリカ合衆国国家歴史登録財に登録されている。

## 歴史

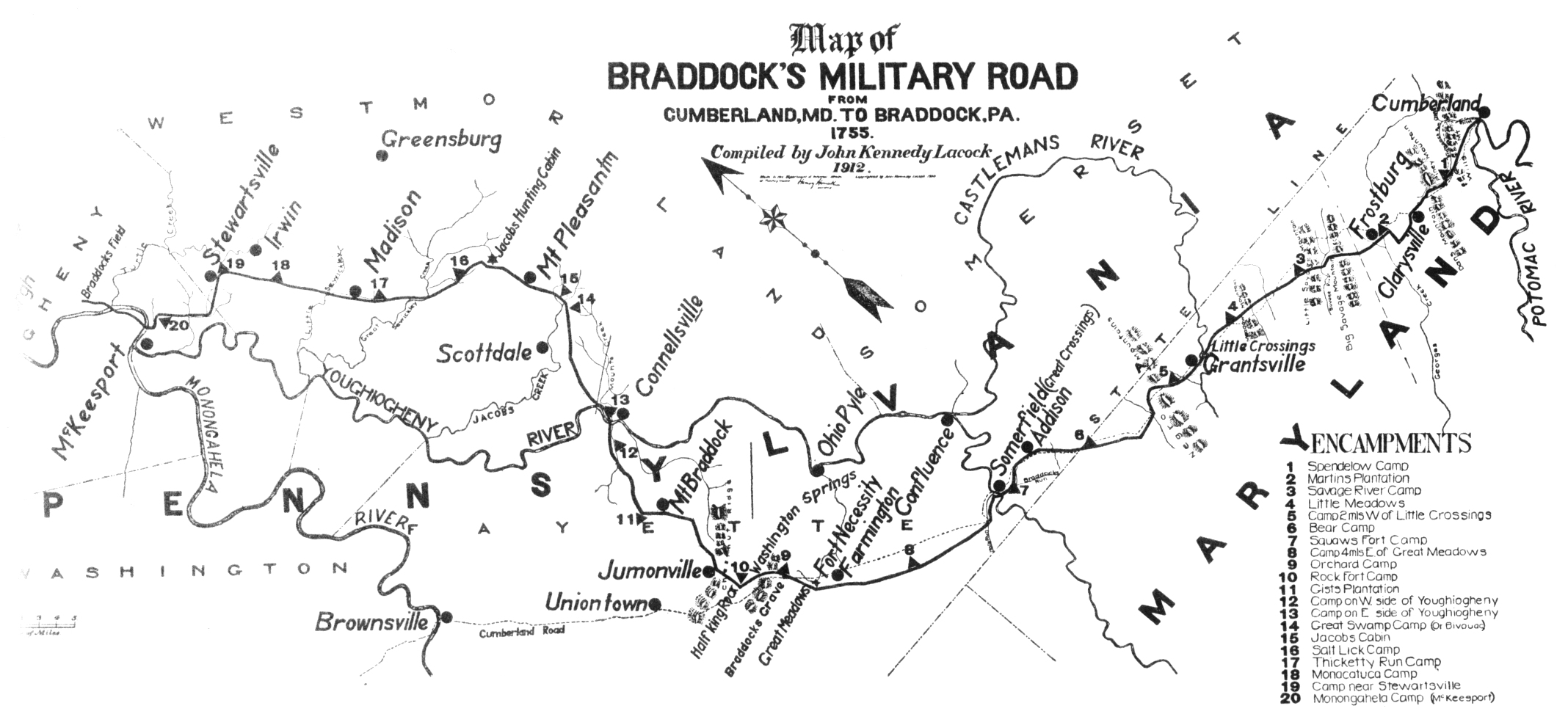
ブラドック軍事道路の地図、カンバーランドからペンシルベニア州ブラドックまで、1755年作成

20世紀初期に鉄道と観光が衰退を始めた。石炭採鉱と木材生産は緩りとしたペースで続けられた。現在は観光が再度日の目を見、林業や農業が経済基盤の大きな部分を占めている。ガレット郡は気候が冷涼で大きな都市が無いために、人口の希薄な田園地帯のままである。

## 郡政府
ガレット郡は選挙で選ばれる3人の委員で構成される郡政委員会が統治しており、委員の任期は4年間であり、その代表となる地区に住んでいなければならない。委員会はメリーランド州の伝統的な郡政府形態であり、州議会によって与えられた権限のみを実行する。
郡はライン組織で管理され、郡管理官は郡政府の一般的な管理の責任がある。管理官は財政計画、年間予算策定、人事管理、組織内の運営の指示と管理を監督しており、これを中心に郡の運営がなされている。
郡はアメリカ合衆国下院第6選挙区に属し、州内でも共和党が強い地区である。過去13回の大統領選挙では一貫して共和党候補が郡を制してきた。2008年アメリカ合衆国大統領選挙では、共和党のジョン・マケインが民主党のバラク・オバマに40.2%の大差を付けたが、州全体ではオバマが25.5%の差を付けて制した。

### 郡章
1977年12月15日、ガレット郡章が執行された。形は楕円形であり、上側4分の1周に「ガレット郡」の文字があり、下側4分の1周は「メリーランド州」左右に分かれて「1872年」と記されている。1872年はガレット郡の設立年である。上の図柄は雪の結晶であり、冬を表す。下の図柄の水は帆走を表す、左右のオークとモミは郡内の山を表す。空と水の色はピーコック・ブルーである。地色の青と白を黄緑色の線で分けている。

### 郡旗
公式郡旗は楕円形である。絵柄は郡章と同じである。

### 警察
郡の警察組織はガレット郡保安官事務所とメリーランド州警察がある。州立公園はメリーランド州自然資源警察が担当している。

## 地理
アメリカ合衆国国勢調査局に拠れば、郡域全面積は656平方マイル (1,699 km2)であり、このうち陸地648平方マイル (1,678 km2)、水域は8平方マイル (21 km2)で水域率は1.21%である。
ガレット郡はメリーランド州の西端にあり、北はペンシルベニア州とのメイソン＝ディクソン線であり、南はポトマック川とウェストバージニア州、西はウェストバージニア州との陸の州境、東はアリゲイニー郡との郡境である。最北点はペンシルベニア州ピッツバーグ市の南東96キロメートルであり、最南点はボルチモア市の北西260キロメートルである。
ガレット郡はアレゲイニー山脈、アレゲイニー台地、アパラチア台地と様々に呼ばれるアパラチア山脈の高原地帯に全域が入っている。最高地点はバックボーン山のホイ・クレストと呼ばれる平らな尾根にあり、海抜は3,360フィート (1,020 m)、州内の最高地点でもある。アレゲイニー地域によくあるのは尾根の下に広い平地があることであり、海抜は約500フィート (150 m) である。川の造るバレーは概して狭くて深く、周辺の山との標高差は1,800フィート (550 m) にもなる。
ガレット郡には、公園、湖、公有の森林地合わせて76,000エーカー (310 km2) 以上がある。ポトマック川とヤカゲーニー川の2つの水系がある。ポトマック川の支流であるサベージ川が郡領域の約3分の1に及んでいる。ヤカゲーニー川の支流であるカッセルマン川は郡中央部から北のペンシルベニア州に流れる。ヤカゲーニー川自体は郡西端部を流れ北のペンシルベニア州に流れて、ピッツバーグのすぐ南、マッキーズポートでモノンガヒラ川に注いでいる。

### 地質的な特徴

#### グレイズ
広さ601エーカー (2.43 km2) のグレイズは、厚さ9フィート (2.7 m) の泥炭層であり、雨水のみで作られた故に科学的興味が大きい。アパラチア地方の山岳部泥炭地最古の例である 。
メリーランド州道495号線沿い、サベージ川州有林の西端にビッティンジャーがある。この地域に最初に入ったヘンリー・ビッティンジャーに因んで名付けられ、他のドイツ人開拓者達も入って来て肥沃な農業用地を利用した。ビッティンジャーの東端にガレット郡最大級のグレイズがある、地理的には、北アメリカ最後の氷河の影響を受けたと考えられる。ビッティンジャーの南東2マイル (3 km) にはミズゴケ属の大群落がある。

#### 黄土砂丘
カッセルマン川バレーのグランツビルの南1.6キロメートル、メリーランド州道495号線沿いに北アメリカ最後の氷河の地質的名残を見ることができる。495号線の西側にある平原に低い一連のマウンドがあり、これは黄土でできている。これらはガレット郡の北部で現在も見られる唯一のものである。
このマウンドはカッセルマン川バレーに存在した氷湖と凍った湖の縁にあった氷が融けたときに形成された。風に吹かれた細かい砂粒が縁の周りの水に入り、底に沈んでいったものであり、この物質の堆積した結果がマウンドである。

### 山
| 山名                 | 標高（フィート、m） |
| -------------------- | ------------------- |
| バックボーン山       | 3,360、1,024        |
| ビッグサベージ山     | 2,991、912          |
| ブロッサムヒル       | 2,620、799          |
| コントラリーノブ     | 2,680、817          |
| コンウェイヒル       | 2,760、841          |
| ダングヒル           | 2,732、833          |
| エルボウ山           | 2,694、821          |
| エルダーヒル         | 2,826、861          |
| フォートヒル         | 2,600、792          |
| ジョージ山           | 3,004、915          |
| ルイスノブ           | 2,960、902          |
| リトル山             | 2,920、890          |
| リトルサベージ山     | 2,817、859          |
| マーシュヒル         | 3,073、937          |
| メドウ山             | 2,959、902          |
| マウントネボ         | 2,604、794          |
| ニグロ山             | 3,075、937          |
| パインヒル           | 2,500、762          |
| リッチヒル           | 2,842、866          |
| リッジリーヒル       | 2,617、797          |
| リバーヒル           | 2,700、823          |
| ローマンノーズ山     | 3,140、957          |
| ロスロック山         | 2,860、872          |
| ソルトブロック山     | 2,707、825          |
| スナッギーヒル       | 3,040、927          |
| ウォルナットヒル     | 2,629、801          |
| ワインディングリッジ | 2,775、846          |
| ホワイツノブ         | 2,940、896          |
| ゼファーヒル         | 3,000、914          |

### クリーク[17]
- ベア・クリーク
- ビーバー・クリーク
- チェリー・クリーク
- チャーチ・クリーク
- クラブツリー・クリーク
- ディープ・クリーク（元グリーングレイズ・クリーク）
- フォーク・クリーク
- ジョージズ・クリーク
- ヘリントン・クリーク
- ミドルフォーク・クリーク
- マディ・クリーク
- ノースフォーク・クリーク
- ライン・クリーク
- スノウィ・クリーク
- サウスフォーククラブツリー・クリーク
- サウスフォーク・クリーク

### 湖

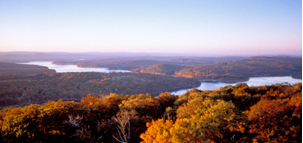
ディープクリーク湖

- ディープクリーク湖、長さ18.7 kmと州内最大の淡水湖

### 滝[18]
- ギャップ滝
- マディ・クリーク滝（落差54フィート (16.5 m) と州内最大）
- スワロー滝
- トリバー滝

### 公園とレクリエーション

#### 州立公園

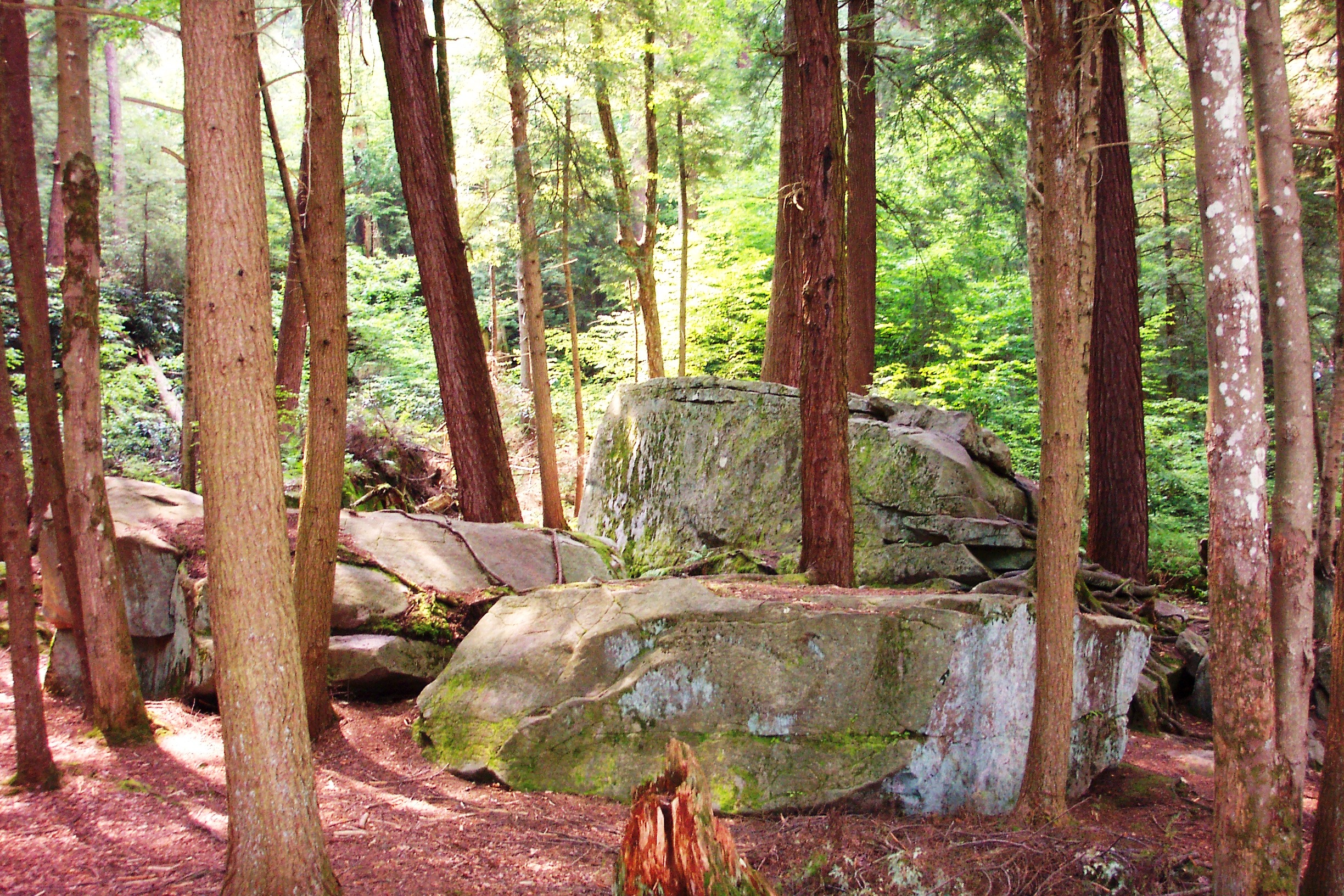
スワロー滝州立公園の森

郡内に6つの州立公園がある。全てピクニックや釣りに使われ、カッセルマン川州立公園以外はハイキング道もある。マディ・クリーク、ヘリントン・マナー、ニュージャーマニー各州立公園ではマウンテンバイク道、水泳場、貸しボートもある。ヘリントン・マナー、ニュージャーマニー各州立公園では貸し山小屋もある。ビッグラン、ヘリントン・マナー、ニュージャーマニー各州立公園ではカヌーが使え、ビッグラン、ディープ・クリーク、ニュージャーマニー、スワローフォールズ各州立公園にはキャンプ場がある。
- ビッグラン州立公園
- カッセルマン川橋州立公園、グランツビル
- ディープ・クリーク湖州立公園、スワントン
- ヘリントン・マナー州立公園、オークランド
- ニュージャーマニー州立公園、グランツビル
- スワローフォールズ州立公園

#### 郡立公園
ガレット郡は4つの公園と15のレクリエーション施設を所有している。公園は地元の協会や市民団体の協力で維持されている。レクリエーション地域は公立学校やカレッジに付設され、教育委員会が維持している。

#### 市民公園
郡内の市民公園には、スポーツ施設、ハイキング、自転車・歩行道、遊技場、ピクニック場、ボート場、釣り場がある。
- キッツミラー公園とレクリエーション・デポ
- オークランド・ブロードフォード公園には、水泳場、ピクニックテーブル、釣り場、ボート場、遊技場、スポーツ広場がある

### 著名な祭りとパレード
毎年開催される行事としては、オータム・グロリー祭、スコットランド・ハイランド祭、ガレット郡祭がある。

### 空港
ガレット郡空港 (2G4) は一般用途空港であり、州西部の山に囲まれている。この空港は地域の観光産業の用に供し、また救急活動にも使われている.。

### 主要高規格道路

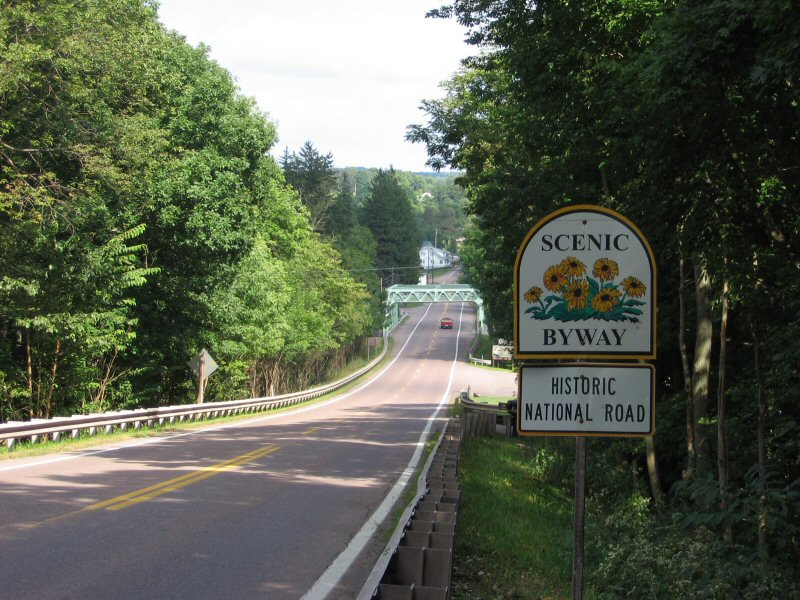
カンバーランド道路、アメリカ国道40号線代替路

- 州間高速道路68号線
- アメリカ国道40号線
- アメリカ国道40号線代替路
- アメリカ国道50号線
- アメリカ国道219号線
- メリーランド州道38号線
- メリーランド州道39号線
- メリーランド州道42号線
- メリーランド州道135号線
- メリーランド州道495号線
- メリーランド州道546号線
- メリーランド州道560号線
- メリーランド州道669号線
- メリーランド州道946号線

### 隣接する郡
- サマセット郡 (ペンシルベニア州) - 北
- アリゲイニー郡 - 東
- ミネラル郡 (ウェストバージニア州) - 南東
- グラント郡 (ウェストバージニア州) - 南
- プレストン郡 (ウェストバージニア州) - 西
- ファイエット郡 (ペンシルベニア州) - 北西

## 経済
ガレット郡は天然ガスを生産することで、州内唯一の郡である。

## 人口動態
以下は2000年国勢調査による人口統計データである。（　）内は2010年データである。
| 基礎データ - 人口: 29,846人 - 世帯数: 11,476 世帯 - 家族数: 8,354 家族 - 人口密度: 18人/km2（46人/mi2） - 住居数: 16,761軒 - 住居密度: 10軒/km2（26軒/mi2） 人種別人口構成 - 白人: 98.83% (97.9%) - アフリカン・アメリカン: 0.43% (1.0%) - ネイティブ・アメリカン: 0.07% (0.1%) - アジア人: 0.19% (0.3%) - 太平洋諸島系: 0.02% (0.0%) - その他の人種: 0.09% (0.0%) - 混血: 0.37% (0.7%) - ヒスパニック・ラテン系: 0.44% (0.7%) 先祖による構成 - ドイツ系：36.1% - アメリカ人：22.9% - イギリス系：9.6% - アイルランド系：8.8% | 年齢別人口構成 - 18歳未満: 25.1% - 18-24歳: 7.8% - 25-44歳: 27.6% - 45-64歳: 24.6% - 65歳以上: 14.9% - 年齢の中央値: 38歳 - 性比（女性100人あたり男性の人口） - 総人口: 97.2 - 18歳以上: 93.8 世帯と家族（対世帯数） - 18歳未満の子供がいる: 32.6% - 結婚・同居している夫婦: 60.7% - 未婚・離婚・死別女性が世帯主: 8.4% - 非家族世帯: 27.2% - 単身世帯: 23.5% - 65歳以上の老人1人暮らし: 10.6% - 平均構成人数 - 世帯: 2.55人 - 家族: 3.00人 収入と家計 - 収入の中央値 - 世帯: 32,238米ドル - 家族: 37,811米ドル - 性別 - 男性: 29,469米ドル - 女性: 20,673米ドル - 人口1人あたり収入: 16,219米ドル - 貧困線以下 - 対人口: 13.3% - 対家族数: 9.8% - 18歳未満: 16.6% - 65歳以上: 13.9% |

## 都市と町

### 町
郡内には8つの自治体があるが、すべて州法の下の町に分類される。（　）内は法人化年である。
- アクシデント（1916年）
- ディアパーク（1884年）
- フレンズビル（1902年）
- グランツビル（1864年）
- キッツミラー（1906年）
- ロッホリンハイツ（1896年）
- マウンテンレイクパーク（1931年）
- オークランド（1862年） - 郡庁所在地

### 未編入の町
アメリカ合衆国国勢調査局は郡内に国勢調査地域を指定していない。これはメリーランド州の郡では通常でない。通常は多くの未編入の人口集中地がある。以下は郡内の未編入の町である。
- ビッティンジャー
- ブルーミントン
- クレリン
- ゴーマン
- ハットン
- マクヘンリー
- ジェニングス
- サングラン
- シャルマー
- スワントン
- セイヤービル

## メディア
ガレット郡は隣のペンシルベニア州にあるピッツバーグメディア市場に属している。

### 郡、州、連邦の政府
- Garrett County Online - 公式サイト
- Maryland State Archives▬Maryland Manual, Garrett County
- Garrett County Economic Development Online
- U.S. Census Bureau State & County QuickFacts - Garrett County, Maryland
- Maryland Geological Survey Online
- U.S. Geological Survey - Geographic Names Information System (GNIS)
- State of Maryland Department of Natural Resources▬Western Maryland Public Lands
- Maryland Land Conservation Center

### 歴史と学術
- Garrett County Historical Society Museum▬History of Garrett County
- Western Maryland's Historical Library
- Ruth Enlow Library of Garrett County
- Garrett College Weather Underground Data Exchange
- Frostburg State University Planetarium

### 事業と観光
- The Official Website of Garrett County's Chamber of Commerce
- The Official Website of Garrett County's Deep Creek Lake Area
- The Official site of the Maryland Office of Tourism
- AirNav.com▬Garrett County Airport (2G4)
- Garrett County Arts Council
- Deep Creek Times, Deep Creek Lake and Garrett County area information
- News - Oakland, The Republican
- News - Cumberland, Times-News